# Blanche Taylor Moore
Blanche Kiser Taylor Moore (Concord, Észak-Karolina, 1933. február 17. –) amerikai fekete özvegy (sorozatgyilkos), akit bűnösnek találtak első férje és férfipartnere meggyilkolásában. Valószínű, hogy az asszony ölte meg az apját és az anyósát is. A nőt a nyereségvágy vezette bűntényei során. Jelenleg is kivégzésére vár Észak-Karolinában.

## Fiatalkora
Blanche Taylor Moore (lánykori nevén Blanche Kiser) 1933. február 17-én született az észak-karolinai Concordban. Édesanyja Flonnie Blanche háztartásbeli volt, míg apja, Parker Davis Kiser malomi munkásból lett baptista lelkipásztor. A család azonban nem volt olyan szent életű, mint azt az ember egy lelkész családjáról gondolná. Az apa hírhedt nőcsábász volt, aki imádta a szerencsejátékokat. Adósságait pedig nem nagyon tudta fizetni, ezért lányát prostitúcióra kényszerítette. 1966-ban Parker Kiser meghalt. A halál okát szívrohamként diagnosztizálták, ám fennáll a gyanú, hogy lelkész volt lánya első áldozata.

## Első házassága
1952-ben Blanche hozzáment James Napoleon Taylorhoz. A II. világháborús veterán bútorok restaurálásából élt. Egy évvel az esküvő után az asszony gyermeket szült, akit 1956-ban egy új csecsemő követett. Nem sokkal a házasságkötés után James anyja, Isla Taylor meghalt (valószínű, hogy a menye mérgezte meg). A feleség 1954-ben kezdett a Kroeger cégnél dolgozni mint pénztárosnő. 1959-re már magas pozícióba küzdötte fel magát. 1962-ben viszonyt kezdett Raymond Reid menedzserrel. 1971-ben Blanche arzénnal megölte férjét, James Taylort. A halál okát itt is szívrohamként könyvelték el.

## Kapcsolata Raymond Reiddel
Miután megözvegyült, Blanche nyilvánosan is felvállalta kapcsolatát Reiddel. 1985-ben szexuális zaklatásért feljelentette Kevin Dentont, a főnökét, aki kénytelen volt lemondani a posztjáról.
1986-ban Raymond Reid övsömört kapott. Áprilisban kórházba került, és hosszú betegeskedés után október 7-én életét vesztette. A halál okaként a Guillain-Barré-szindrómát jelölték meg, ám erről szó sem volt. Mr. Reiddel az az arzén végzett, amit a hidegvérű Blanche adott neki.

## Második házassága
Nem sokkal partnere halála után Blanche megismerkedett Dwight Moore tiszteletessel. Úgy tervezték, hogy összeházasodnak, de 1987-ben a nőnél mellrákot diagnosztizáltak. Miután felgyógyult, az esküvőt 1988 novemberére tervezték, de Moore-nak súlyos bélpanaszai támadtak, amit műteni kellett. 1989. április 19-én a pár végre összeházasodott. A nászútjuk egy hosszú hétvége volt New Jersey-ben. Hétfőn tértek vissza a nyaralásból, de szerdán Moore tiszteletes nagyon rosszul lett. A férfire azután törtek rá a panaszok, hogy elfogyasztott egy csirkés szendvicset, amit a neje készített. Két nap múlva került csak kórházba, és még ezután is folyamatosan kórházról kórházra járt.

## Lebukás, ítélet, börtönévek
Egyes doktoroknak gyanús lett a lelkipásztor betegsége, és konzultáltak egy toxikológussal. A vizsgálatok kimutatták, hogy Mr. Moore szervezetében a halálos adag arzén 20-szorosa volt. Ez a legmagasabb érték, amit valaha élő ember szervezetében kimutattak.
A kórház értesítette a rendőrséget. A nyomozók Blanche Taylor Moore-t nevezték meg fő gyanúsítottjukként, mivel ő készítette a mérgező csirkés szendvicset. Az egyenruhások kiderítették, hogy a nő környezetében többen haltak meg rejtélyes módon. Ezért exhumálták Blanche első férjét és partnerét is. Mindkét holttestben arzén nyomaira bukkantak. Megtalálták Parkes Davis Kiser, a gyanúsított apja maradványait is, de az ő toxikológiai vizsgálatára végül nem került sor.
1989. július 18-án Blanche-ot letartóztatták. Kiderült, hogy mindegyik áldozata halála után örökséghez jutott, és ő volt Dwight Moore végrendeletének a haszonélvezője is. Miután megvolt az indíték, semmi sem akadályozta meg, hogy a gyanúsítottat bíróság elé citálják.
A tárgyalás 1990. október 21-én kezdődött a winston-salemi bíróságon. Mrs. Moore minden vádat makacsul tagadott. A vád 53 tanút is beidézett, akik azt állították, Blanche vitte az ételt áldozatainak a kórházba. Ez azért fontos, mert kiderült, Raymond Reid a kórházban is folyamatosan kapta az arzént.
November 14-én ült össze az esküdtszék, és három napig tanácskozott. November 17-én Blanche Taylor Moore-t bűnösnek találták James Taylor és Raymond Reid meggyilkolásában. 1991. január 18-án a vádlottat méreginjekció általi halálra ítélték.
Blanche folyamatosan adja be a fellebbezéseit, és 25 éve várja az ítélet végrehajtását. A halálsoron versírással tölti az idejét, egy ideig dalokat is írt. Kiújult a rákja, és kemoterápiás kezelésekre jár.

## Fordítás
- Ez a szócikk részben vagy egészben  a   Blanche Taylor Moore című angol Wikipédia-szócikk ezen változatának fordításán alapul.  Az eredeti cikk szerkesztőit annak laptörténete sorolja fel. Ez a jelzés csupán a megfogalmazás eredetét és a szerzői jogokat jelzi, nem szolgál a cikkben szereplő információk forrásmegjelöléseként.